# E533
E533 eller Europaväg 533 är en europaväg som börjar i München i Tyskland och slutar i Innsbruck i Österrike. Längden är 125 kilometer.

## Sträckning
München – Garmisch-Partenkirchen – Mittenwald – (gräns Tyskland-Österrike) – Seefeld in Tirol – Innsbruck

## Standard
Vägen är ungefär hälften motorväg (A95) och hälften landsväg.

## Anslutningar till andra europavägar
- E54
- E60